# Home Sweet Home Alone
Home Sweet Home Alone (bra: Esqueceram de Mim no Lar Doce Lar , pt: Sozinho em… Lar Doce Lar) é um filme americano de 2021 do gênero comédia natalina dirigido por Dan Mazer a partir de um roteiro de Mikey Day e Streeter Seidell. Este é o sexto filme da franquia Esqueceram de Mim, e o primeiro filme da 20th Century Studios a ser distribuído como um filme original do Disney+. Foi anunciado depois que a The Walt Disney Company adquiriu a 21st Century Fox e herdou os direitos da franquia. O filme é estrelado por Ellie Kemper, Rob Delaney, Archie Yates, Aisling Bea, Kenan Thompson, Pete Holmes, Ally Maki e Chris Parnell.
Home Sweet Home Alone foi lançado mundialmente em 12 de novembro de 2021, pelo Disney+.

## Sinopse
O filme segue Max Mercer, que fica em casa sozinho durante o Natal, quando um casal chega para roubar uma relíquia de família de valor inestimável de sua casa.

## Elenco
- Archie Yates como Max Mercer
- Ellie Kemper como Pam McKenzie
- Rob Delaney como Jeff McKenzie
- Aisling Bea como Carol Mercer
- Kenan Thompson como Gavin
- Ally Maki como Mei
- Pete Holmes como Blake
- Chris Parnell como Uncle Stu
- Timothy Simons como Hunter McKenzie
- Andrew Daly como Mike Mercer
- Mikey Day como Priest

## Produção
Em 6 de agosto de 2019, o CEO da Disney, Bob Iger, anunciou que um novo filme da franquia Esqueceram de Mim, intitulado Home Alone, estava em desenvolvimento e estrearia no serviço de streaming da empresa, Disney+. Em outubro do mesmo ano, Dan Mazer entrou em negociações para dirigir o filme, com um roteiro coescrito por Mikey Day e Streeter Seidell. Hutch Parker e Dan Wilson seriam os produtores.
Em dezembro de 2019, Archie Yates, Rob Delaney e Ellie Kemper foram anunciados como coestrelas do filme. Em julho de 2020, foi relatado que Ally Maki, Kenan Thompson, Chris Parnell, Aisling Bea, Pete Holmes, Timothy Simons e Mikey Day se juntaram ao elenco. Em abril de 2020, foi relatado que Macaulay Culkin, que interpretou Kevin McCallister nos dois primeiros filmes, irá reprisar seu papel para uma aparição especial no novo filme. Em outubro de 2021, Culkin negou que apareceria no filme. Em agosto de 2021, foi anunciado que Devin Ratray, que interpretou Buzz McCallister nos dois primeiros filmes, também apareceria.
As filmagens começaram em fevereiro de 2020, no Canadá. Em março do mesmo ano, as filmagens foram interrompidas devido à pandemia de COVID-19 e restrições da indústria em todo o mundo. Em novembro de 2020, a Disney anunciou que todos os seus filmes que haviam sido adiados pela pandemia haviam retomado a filmagem e, em alguns casos, concluído as filmagens.

## Música
Em 18 de novembro de 2020, John Debney foi anunciado como compositor da trilha sonora do filme.

## Marketing
O primeiro trailer do filme foi lançado em 12 de outubro de 2021. Foi recebido com respostas negativas dos fãs e recebeu mais de 79.000 "dislikes" no YouTube nos primeiros três dias de lançamento.
Aisling Bea, que é irlandesa, recebeu críticas por usar sotaque inglês no filme. Ela disse em uma entrevista que "as pessoas estavam tentando conectá-lo a alguma forma de opressão, porque eram os americanos que me faziam fazer um sotaque inglês". Ela disse que usou muitos sotaques em sua carreira e descartou as críticas como "uma espécie de propósito para o qual o Twitter foi criado: as pessoas reclamarem de coisas que não importam".

## Lançamento
Home Sweet Home Alone foi lançado mundialmente em 12 de novembro de 2021, pelo Disney+.

## Recepção

### Críticas especializadas
No site agregador de críticas Rotten Tomatoes, 15% das 66 críticas dos críticos são positivas, com uma classificação média de 3,7/10. O consenso crítico do site diz: "Ninguém em casa.". No Metacritic, o filme tem uma pontuação média ponderada de 35 em 100, com base em 16 críticas, indicando "críticas geralmente desfavoráveis".
Clarisse Loughrey, do The Independent, deu ao filme 1/5 estrelas, escrevendo: "Home Sweet Home Alone decide, um tanto arbitrariamente, mudar tudo - o garoto agora é um completo idiota enquanto os ladrões são simpáticos, o que resulta no público torcendo para criminosos enquanto realmente esperava que todos parassem e fossem dormir.". Kevin Maher, do The Times, também deu ao filme 1/5 estrelas, escrevendo que "Tudo o que acontece antes do caos - o roubo começa após uma hora inteira de preenchimento - é terrivelmente forçado". Jake Wilson, do The Age, também deu 1/5 estrelas, escrevendo: "Este é menos um filme real do que uma aproximação preguiçosa, brincando sem entusiasmo com a fórmula, enquanto não mostra nenhuma compreensão de por que essa fórmula funcionou.". Tim Robey, do The Daily Telegraph, deu ao filme 2/5 estrelas, escrevendo: "Não espere um milagre de Natal, então: é mais como uma caixa de Quality Street que foi fortemente saqueada antes do embrulho ser feito.". Brian Lowry, da CNN, escreveu que o filme "É um pato muito estranho - um filme que basicamente replica o modelo "Home Alone" de três décadas, mas de uma maneira que parece um pouco estranha e mal concebida.".

Benjamin Lee, do The Guardian, foi mais positivo, dando 3/5 estrelas e escrevendo: "Home Sweet Home Alone é uma sequência surpreendentemente divertida, embora totalmente desnecessária, uma tangerina onde esperávamos encontrar um pedaço de carvão.". Jennifer Green, da Common Sense Media, também deu 3/5 estrelas e escreveu: "A essa altura, depois de nada menos que cinco recursos anteriores da franquia, Home Sweet Home Alone pode não ter muito de novo a oferecer. Mas os personagens aqui têm uma integridade para eles que estava faltando em alguns dos filmes anteriores.". Adam Graham, do The Detroit News, deu uma nota B- e escreveu: "Home Sweet Home Alone mantém o seu próprio, uma nova reviravolta em um conto antigo que mantém o espírito do original vivo.".